# Emmanuel-Auguste Cahideuc Dubois de La Motte
Emmanuel-Auguste de Cahideuc, comte du Bois de La Motte, dit « Dubois de La Motte », né en 1683 à Rennes, mort le 23 octobre 1764 à Rennes, est un officier de marine français des règnes de Louis XIV et de Louis XV. Entré jeune dans la Marine royale, il fait ses débuts pendant la guerre de Succession d'Espagne (1702-1713), mais ce n'est qu'après la signature du traité d’Utrecht en 1713 qu'il connait une série de promotions. Nommé chef d'escadre et gouverneur général de Saint-Domingue en 1751, il est fait Commandeur de Saint-Louis l'année suivante.
Emmanuel-Auguste de Cahideuc se distingue pendant la guerre de Sept Ans en ravitaillant et en défendant l'établissement français de Louisbourg sur l'île Royale, en 1757, mais contraint par une épidémie à rentrer en France, il ne peut empêcher la ville de tomber l'année suivante. Retiré de la vie militaire, il participe à la défense de Saint-Malo où les Anglais essayent de débarquer en 1758, ce qui lui vaut d'être décoré de la Grand-croix de l'Ordre de Saint-Louis en 1761 et promu vice-amiral du Levant le 13 décembre 1762. Il meurt l'année suivante à l'âge de 81 ans.

## Biographie

### Origines et famille
Les Cahideuc, ancienne famille de chevalerie bretonne originaire de la paroisse d’Iffendic en Ille-et-Vilaine, pouvant justifier de 14 générations successives, sont déclarés d’ancienne extraction à la Réformation en 1668. Leur château s’élevait à 2 kilomètres dans l’ouest d’Iffendic, où une ferme porte encore le nom de Cahideuc. Leurs armoiries sont de gueules à 3 têtes de léopard d’or et leur devise « Antiqua fortis virtute », ; elles figurent toujours sur les vitraux et les piliers de l’église d’Iffendic.
Le fondateur de la famille, Jehan de Cahideuc, est mort vers 1200 ; Robert de Cahideuc, qui épouse Jeanne de Montfort, se croise en 1248 ; Raoul de Cahideuc, époux de Louise de Liscouët, est écuyer tranchant de la reine sous François Ier. François, onzième seigneur de Cahideuc, né en 1530, époux de Françoise de Coëtlogon Méjusseaume en 1555, veuf en 1570, devient prêtre, chanoine de Rennes et Prieur de Bécherel, d’Iffendic et de Saint-Nicolas de Montfort ; son fils Arthur, né en 1562 à Rennes, fait le blocus de l’île Tristan à Douarnenez en 1595 contre le pirate Fontenelle et meurt à Bignan près de Locminé en 1631 ; il était seigneur de Saint Armel au sud de Rennes et baron du Guildo.
La terre du Bois de La Motte, dans la commune de Trigavou au nord de Dinan, dans les Côtes-d'Armor, est érigée en bannière le 21 juillet 1433 par le duc Jean V de Bretagne au profit de son chambellan Jean de Beaumanoir, né au château d'Evran au sud de Dinan ; à cette époque s’élève au Bois de la Motte un château fort avec douves, pont levis, murailles, tours crénelées et donjon. Par mariage des héritières des seigneurs du Bois de La Motte, la seigneurie passe successivement à François de Coëtquen, à Michel de Bellouan et à Jean Ier d’Avaugour (1550-1617), gouverneur de Dinan. Son fils Jean II d’Avaugour, dont la terre du Bois de La Motte est érigée en marquisat en 1621 par Louis XIII (premier marquis) meurt en 1654 sans enfants. Le marquisat passe à la fille du frère utérin de son père Guyonne de Montbourcher, qui a épousé en 1633 Sébastien de Cahideuc (13e du nom), lequel devient ainsi deuxième marquis du Bois de la Motte en 1654.
Leur fille Jeanne épouse François d’Andigné, seigneur de la Chasse (château voisin de celui des Cahideuc), qui acquiert la terre de Cahideuc reliée, selon la légende, par un souterrain à La Chasse ; leur fils Jean-François né en 1640 à Cahideuc (14e du nom) épouse en 1664 Gilonne-Charlotte de Langan, fille du marquis de Bois Ferrier, fait reconstruire l’église de Saint-Armel et devient en 1670, à la mort de son père le troisième marquis du Bois de la Motte.
Le marquis et la marquise du Bois de la Motte habitent Rennes dans leur hôtel particulier, et le château du Bois de la Motte en Trigavou près de Dinan ; ils ont successivement deux fils : Jean François, né en 1665, et Henri-Charles, né à Rennes en 1673 ; deux filles : Marie-Anne, morte à sa naissance en 1679, et Claire Hyppolyte, née à Rennes en 1681, qui deviendra visitandine ; un troisième fils en 1683, Emmanuel-Auguste ; une troisième fille Julienne Lucrèce, née à Rennes en 1685, et un quatrième fils Achille né en 1688.

### Jeunesse
Né en 1683 à Rennes, Emmanuel-Auguste de Cahideuc est baptisé en la paroisse de Saint-Sauveur le 1er avril 1683 ; Charles René d’Andigné, son parrain, Jeanne de Cahideuc, épouse de François d’Andigné, sa tante et Thérèse Boterel, dame de la Voué, sa marraine, ont signé sur le registre de Saint-Sauveur
Le jeune garçon, dont le père est conseiller au Parlement de Bretagne, fait ses études à Rennes et passe ses vacances avec ses frères et ses sœurs au château du Bois de la Motte, où pendant cinq ans règne encore sa grand-mère la marquise douairière, née Guyonne de Montbourcher, décédée en 1688, l’année de la naissance de son dernier frère. Il perd en 1692 le premier de ses frères aînés, Jean François, capitaine de dragons, marquis de Brie, tué à 27 ans en Savoie et inhumé en la cathédrale de Rennes ; son père réserve son bien à son deuxième fils Henri Charles, qui deviendra le 4e marquis du Bois de la Motte.

### Carrière dans la Marine royale

#### Débuts comme garde de la Marine à Brest
Admis garde de la Marine le 22 juillet 1698 à 15 ans, Emmanuel-Auguste entre à la Compagnie de Brest le 8 novembre ; le cousin de son père, le chef d’escadre Alain-Emmanuel de Coëtlogon, n’est certainement pas étranger à sa vocation maritime, destinée d’ailleurs normale pour un cadet sans fortune.
À partir de novembre 1698, le jeune du Bois de la Motte fait ses classes à Brest dans la Compagnie des Gardes, un an après le traité de Ryswick, qui mettait fin à la guerre de la Ligue d'Augsbourg. Les compagnies des Gardes dans les ports doivent former les officiers de vaisseau et leur fonctionnement est réglé par l’Ordonnance de 1683 rédigée avant sa mort par Colbert, qui disait « Tout ce qui s’est fait et se fera dans la Marine ne servira de rien, si l’on n’a pas de bons officiers ». Emmanuel-Auguste s’exerce aux évolutions militaires, au maniement des armes, à la pratique des arts du gentilhomme : escrime, danse… , il visite l’arsenal et se prépare à son métier d’officier de marine.
Avec plusieurs camarades, Emmanuel-Auguste embarque en 1699 sur le vaisseau L’Éclatant du lieutenant-général comte de Relingues. L’effectif des Gardes constitue un vingtième de l’équipage. Traité en soldat, il fait la police, porte des ordres, arme les batteries et est initié par les officiers et les pilotes à la manœuvre et à la navigation. Le jeune Du Bois de la Motte va naviguer et apprendre son métier sur L’Éclatant de 1699 à 1701 et sur Le Merveilleux dans l’escadre du comte de Châteaurenault, promu vice-amiral à la mort de Tourville, de 1701 à 1703.

#### Baptême du feu pendant la guerre de Succession d'Espagne (1702-1713)
Durant la guerre de Succession d'Espagne, Le Merveilleux escorte des galions espagnols à travers l’Atlantique et ne participe pas au désastre de Vigo le 23 octobre 1702 durant lequel l’amiral Rooke s’empare de 6 vaisseaux français, de 3 vaisseaux et 6 frégates espagnols et de 19 galions ramenés de La Havane par Châteaurenault, tandis que 9 vaisseaux français sont incendiés dans le port pour ne pas tomber aux mains des Anglais.
En 1703, Emmanuel-Auguste de Cahideuc embarque sur le vaisseau La Couronne, armé à Toulon et commandé par le chef d’escadre M. de Châteaurenault, fils du vice-amiral, qui sert dans l’escadre du lieutenant-général de Coëtlogon. celui-ci, sur Le Monarque, attaque avec son escadre le 22 mai 1703, au large de Lisbonne un convoi hollandais escorté par 5 vaisseaux, dont l’un est coulé et les 4 autres pris. Le jeune du Bois de La Motte reçoit dans cette affaire son baptême du feu, lorsque La Couronne aborde le Rescherner.
En 1704, il passe sur Le Terrible monté par le lieutenant-général de Relingues, qui sera mortellement blessé au combat de Vélez-Málaga le 24 août ; du Bois de la Motte est également blessé au bras durant la bataille. Il sert en qualité de lieutenant de grenadiers au siège de Gibraltar en 1705.

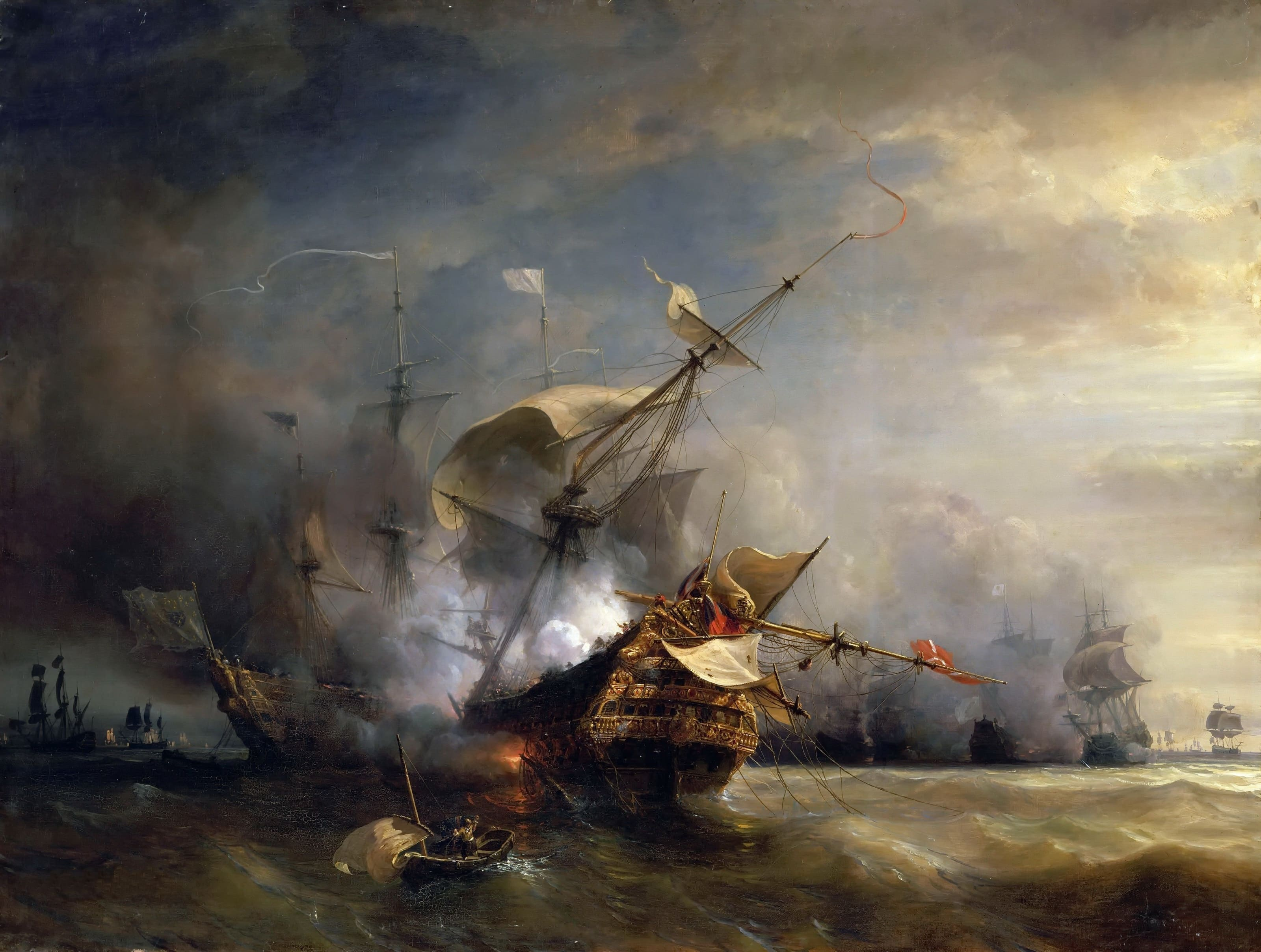
Bataille du cap Lizard, 21 octobre 1707
Huile sur toile de Théodore Gudin.

Le 1er novembre 1705, Emmanuel-Auguste de Cahideuc sert comme lieutenant de grenadiers puis comme major des batteries de la défense côtière à Saint-Malo. Il revient alors souvent au château paternel du Bois de la Motte en Trigavou. En 1706, il devient second de la frégate La Dauphine, commandée par M. de Gouyon-Miniac, qui dans un combat très vif s’empare de 2 corsaires flessinguois de 30 et 36 canons emmenés à Port-Louis, de plusieurs marchands, d’un navire portugais de 36 canons, d’un vaisseau dans la rade de l’île Saint-Michel sous les forts malgré les tirs de toutes les batteries et d’un corsaire de Salé de 18 canons. En 1707, sur L’Achille, commandé par M. de Beauharnais dans l’escadre de Duguay-Trouin, du Bois de la Motte participe au combat du cap Lizard, durant lequel le 21 octobre, Duguay Trouin sur Le Lys et M. de la Jaille sur La Gloire s’emparent du HMS Cumberland de l’amiral Richard Edwards ; M. de Courserac sur Le Jason prend le HMS Chester ; M. de la Moinerie sur Le Maure vient à bout du HMS Ruby ; seul le HMS Royal Oak échappe à L’Achille, tandis que Forbin engage le HMS Devonshire, qui coule pavillon haut. Du Bois de la Motte est nommé brigadier des gardes-marine le 7 janvier 1708.

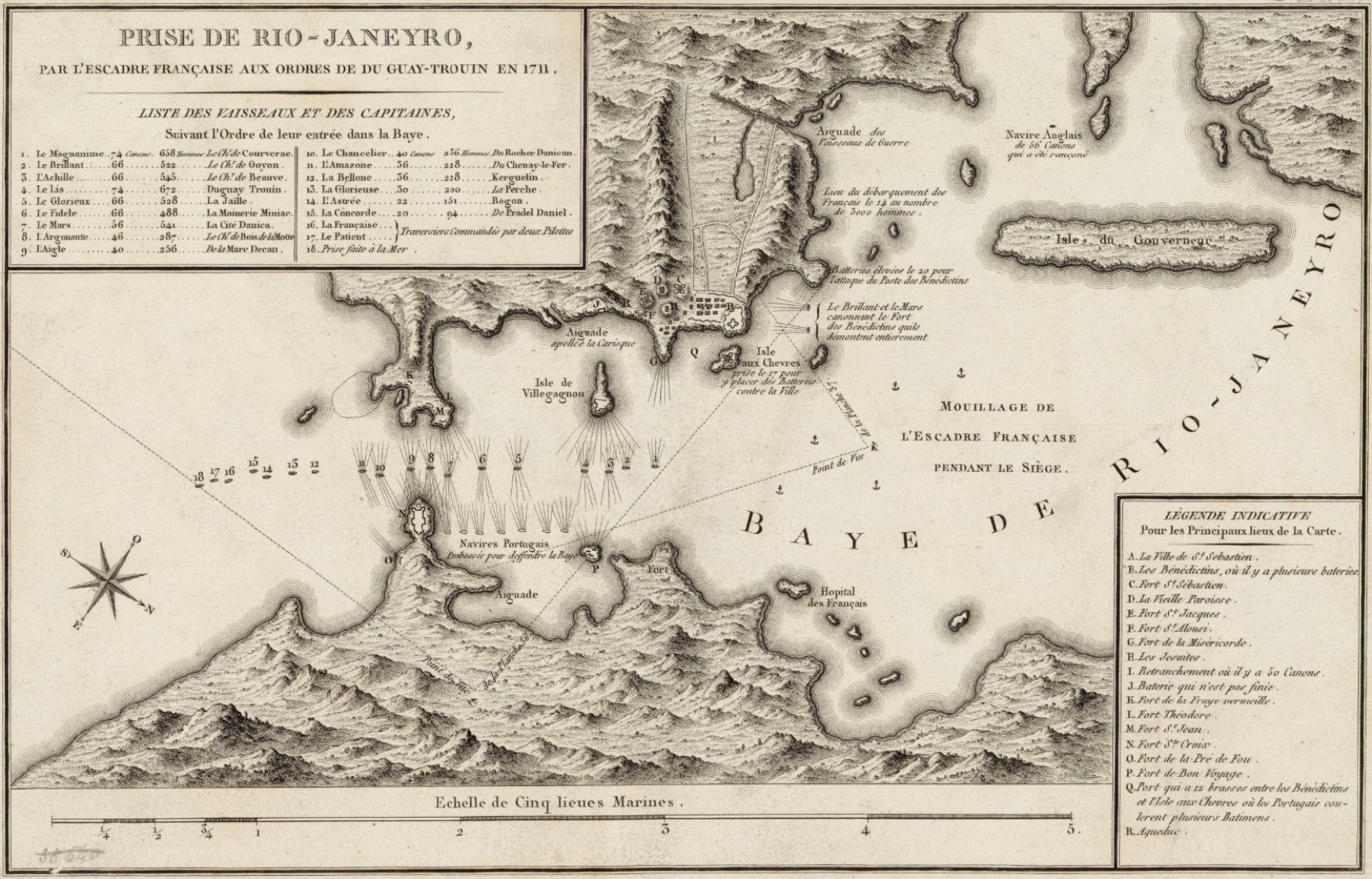
En 1711, Dubois de La Motte participe à l'expédition contre Rio de Janeiro sous les ordres de Duguay-Trouin.

Promu enseigne de vaisseau, le 13 février 1709, du Bois de la Motte obtient du comte de Toulouse la permission d’armer et d’équiper en guerre, la frégate l' Argonaute de 50 canons « pour courir aux pirates ». Il s’empare d’une frégate anglaise de même force, croise à l’ouvert de la Manche et se trouvant dans la brume au milieu de 5 gros vaisseaux anglais, s’échappe en manœuvrant. À la vue du cap Lizard, il rencontre une petite flotte anglaise de 7 à 8 navires marchands escortés par un vaisseau de 60 canons, auquel il livre un combat de trois heures en effectuant trois tentatives d’abordage. À la suite d’un incendie dans le gaillard d’avant, il est obligé d’abandonner la lutte : mâts abattus, gréements hachés ; sur 300 hommes d’équipage, il n’en reste que 80 debout ; son jeune frère Achille, âgé de 19 ans, a reçu deux coups de fusil au travers du corps et est coupé en deux par un boulet. Après une relâche à Brest pour réparer, il prend, avec L’Amazone de M. de La Jaille, 3 vaisseaux anglais ; il fait ensuite de nombreuses prises sur la côte d’Irlande et combat un corsaire flessinguois de 54 canons. Protégé de Duguay-Trouin, il participe avec lui à l’expédition réussie contre Rio de Janeiro le 21 septembre 1711, au cours de laquelle il se distingue à la tête d’une compagnie de grenadiers. Il y commande le vaisseau de 46 canons l'Argonaute. 
Il perd son père le 15 février 1712, qui meurt à 72 ans en rentrant des États de Bretagne et est inhumé à Saint-Armel, dont il avait fait reconstruire l’église. Le 28 octobre 1713, il épouse Jeanne François d’Andigné, la fille de son parrain et de Jeanne de Bréban, qui lui donnera un fils né à Saint-Malo en 1714, et un second fils, Charles François-Emmanuel né à Rennes en 1716.

#### Retour à la paix et service à terre
À la suite de la signature du traité d’Utrecht, qui réduit le nombre des armements, Emmanuel-Auguste de Cahideuc quitte le commandement de L’Argonaute et est contraint de servir à terre au port de Brest. Le 28 juin 1718, il est fait chevalier de l'Ordre royal et militaire de Saint-Louis après 20 années de service.
Les années qui suivent s’écoulent, monotones, et ses états de service font apparaître chaque année ses mois de présence à Brest et ses congés ; il réside dans son hôtel particulier à Rennes de 1722 à 1724. Il est promu lieutenant de vaisseau le 17 août 1727, à l'âge de 44 ans après 18 années passées dans le grade d’enseigne. Du Bois de la Motte embarque sur le vaisseau Le Griffon, commandé par Nesmond de Brie du 1er juillet 1733 au 10 janvier 1734. En 1734, à la demande de Duguay-Trouin qui l’apprécie, il rédige avec Des Herbiers de L'Estanduère des instructions de manœuvre et de combat. De mai à octobre 1734, il embarque sous les ordres de L'Estanduère sur le vaisseau Le Neptune. Dès 1735, Duguay-Trouin, l’a recommandé à Maurepas pour qu’il soit promu capitaine de vaisseau ; il est nommé à ce grade le 1er avril 1738. Il assiste la même année au mariage de son frère aîné Henri Charles avec Claire Hingant de la Tremblaye ; la cérémonie religieuse se déroule à Saint-Samson, à quelques kilomètres du château du Bois de la Motte.

#### Capitaine de vaisseau pendant la guerre de Succession d'Autriche

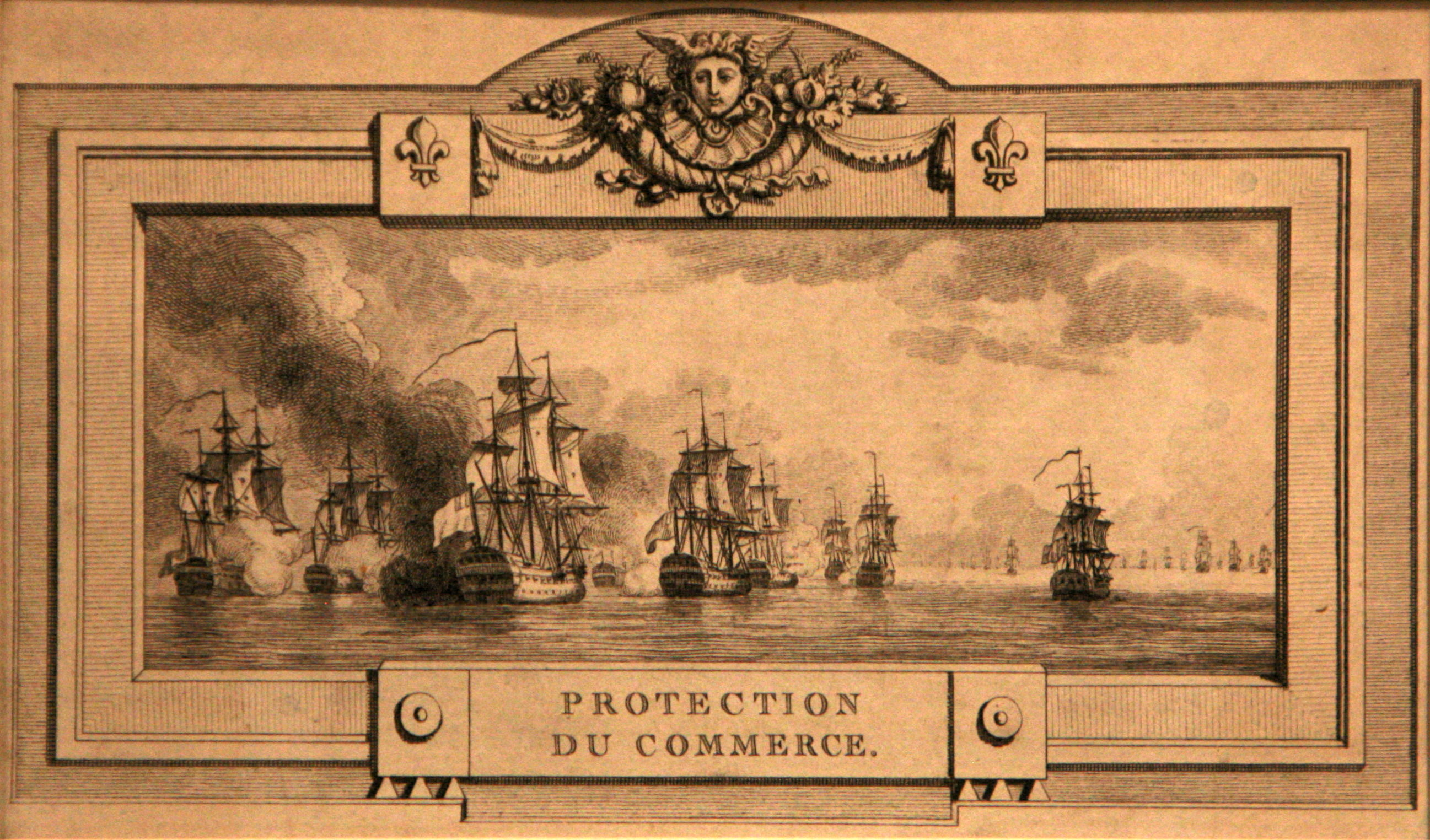
Protection du commerce. Dubois de La Motte remplit de nombreuses missions de protection des convois coloniaux pendant la guerre de Succession d'Autriche.

Emmanuel-Auguste de Cahideuc devient du 24 juillet 1740 au 5 mai 1741, second sur Le Superbe du chef d’escadre de Roquefeuil, qui commande une division dans l’escadre du vice-amiral d’Antin envoyé, avec de timides instructions, croiser aux Antilles entre la Martinique et Saint-Domingue, en raison de la tension diplomatique régnant entre l’Angleterre et l’Espagne, à laquelle nous la France était alliée par le Traité de L'Escurial. Le marquis d'Antin meurt à son retour à Brest en avril 1741.
Du Bois de la Motte sert à terre à Brest en 1742 et 1743 ; il prend le commandement du vaisseau Le Mercure du 8 janvier 1744 au 3 octobre 1744 et croise en mer d'Irlande. Il fait trois prises au moment où éclate la guerre de Succession d'Autriche, qui oppose la France et l’Espagne à l’Autriche sur le continent et à la Grande-Bretagne à la mer. 
De février à novembre 1745, il commande Le Caribou, avec lequel il escorte un convoi à Saint-Domingue dans l’escadre du chef d’escadre de L'Estanduère et ramène 50 voiles jusqu’à Brest. Le 18 juillet 1746, il prend le commandement du Magnanime et part pour une nouvelle mission d'escorte aux Antilles. La campagne de 1746, comme celles de 1740-1741 et celle de 1745, sera une fois de plus couronnée de succès.

##### Le combat duMagnanime(29 novembre 1746)
Le 28 novembre 1746, après avoir vu entrer à Fort Royal de la Martinique les vaisseaux L’Espérance et L’Aquilon et les bâtiments marchands destinés aux îles du Vent, Du Bois de la Motte, commandant du Magnanime, de 74 canons, fait route vers Saint-Domingue avec la frégate L'Étoile, escortant environ 40 bâtiments marchands.
Le 29, à 8 heures du matin, du Bois de la Motte aperçoit quatre vaisseaux anglais, qui lui donnent la chasse. À 4 heures du soir, deux de ces vaisseaux sont encore loin, les deux autres — portant chacun 60 canons — sont sur la hanche du Magnanime, et commencent à le canonner. M. de la Motte, décidé à se sacrifier pour sauver le convoi, le fait passer devant lui avec la frégate L’Étoile. Toute la nuit, Le Magnanime soutient le feu des deux vaisseaux anglais, dont la vitesse est supérieure à la sienne et qui cherchent à le démâter. Pris en enfilade par leurs bordées, du Bois de la Motte ne peut riposter qu’avec ses canons de retraite. À 3 heures du matin, les 2 vaisseaux anglais découragés se tiennent hors de portée ; toute la journée du 30, Le Magnanime est poursuivi par les quatre vaisseaux britanniques, qui selon les alternances de la brise, se rapprochent ou se trouvent distancés ; à 4 heures du soir les Anglais abandonnent la chasse ; du Bois de la Motte a sauvé son convoi. À l’atterrissage sur Saint-Domingue, trois bâtiments de commerce mal manœuvrés sont pris par des corsaires et un quatrième s’échoue.
Emmanuel-Auguste de Cahideuc quitte le Cap Français le 1er avril 1747 avec Le Magnanime, L’Alcide, L’Arc en Ciel et Le Zéphyre, escortant 7 bâtiments marchands se rendant au Petit-Goave. Le 3 avril, ayant enlevé une prise à un corsaire anglais, celui-ci appelle à la rescousse trois vaisseaux britanniques de 80, 74 et 66 canons, auxquels il donne 100 hommes de son équipage. Le 5, Du Bois de la Motte les engage ; L’Arc en Ciel et L’Alcide sont dégréés par les bordées anglaises ; le capitaine de vaisseau de la Motte se retrouve seul contre les trois vaisseaux ennemis ; il reçoit 18 bordées à bout portant ; les vaisseaux anglais, dont l’un a été démâté de son petit mât de hune, s’éloignent. Le Magnanime, criblé de boulets, ayant 49 tués ou blessés, rejoint L’Alcide et L’Arc en Ciel et conduit le convoi à Petit-Goave.
Le 2 mai 1747, du Bois de la Motte quitte Saint-Domingue avec 163 voiles, qu’il conduit en France ; intercepté par une escadre de neuf vaisseaux placée sous les ordres du Rear-Admiral Anson, il perd 48 navires marchands avant de rentrer à Brest, où il débarque du Magnanime. Les Britanniques le poursuivent et perdent dans la chasse un vaisseau qui sombre sur des rochers à l'entrée de la Loire.
Étant passé à la haute paye de capitaine de vaisseau le 1er janvier 1747, Maurepas le récompense de ses succès aux Antilles en lui faisant attribuer par le Roi une pension de 1 200 livres sur le Trésor royal le 1er août. Ayant reçu, le 11 juillet 1748, une gratification de 6 000 livres et 1 000 livres de pension sur la Marine, du Bois de la Motte reste à terre de 1748 à 1750. Il achète le manoir des Mottes à proximité d’un étang du même nom au village de Sainte-Colombe, près de Couesmes à 25 kilomètres au sud de Rennes ; il va ainsi pouvoir mener une vie familiale à la campagne sur ses terres, car le château des Cahideuc, du Bois de La Motte en Trigavou, appartient à présent à son neveu Emmanuel-Auguste, cinquième marquis depuis la disparition de son père Henri Charles décédé en 1747 et inhumé au pied de l’église de Trigavou.

#### Chef d’escadre (1751-1755)
La pension sur la Marine de Du Bois de la Motte est portée le 17 février 1750 à 1 500 livres ; le 1er janvier 1751, il est nommé chef d'escadre des Armées navales, gouverneur des îles sous le Vent à 68 ans ; il rejoint Saint-Domingue sur L’Illustre, qu’il commande jusqu’en novembre 1751 et que de Kersaint ramène en France ; il apprend à Saint-Domingue la mort de son fils aîné, décédé à Brest le 26 novembre, quelques mois après sa promotion au grade de lieutenant de vaisseau. Remplaçant le chef d’escadre, comte de Conflans, il tombe gravement malade et ne prend ses fonctions de gouverneur qu’en février 1752 ; il quitte le Cap Français en mai 1753 et arrive à Brest le 2 juillet. Le 1er septembre 1752, âgé de 70 ans, il est nommé Commandeur de l’Ordre de Saint-Louis avec 3 000 livres de pension et faculté de porter le ruban rouge couleur de feu en écharpe : le Cordon rouge.

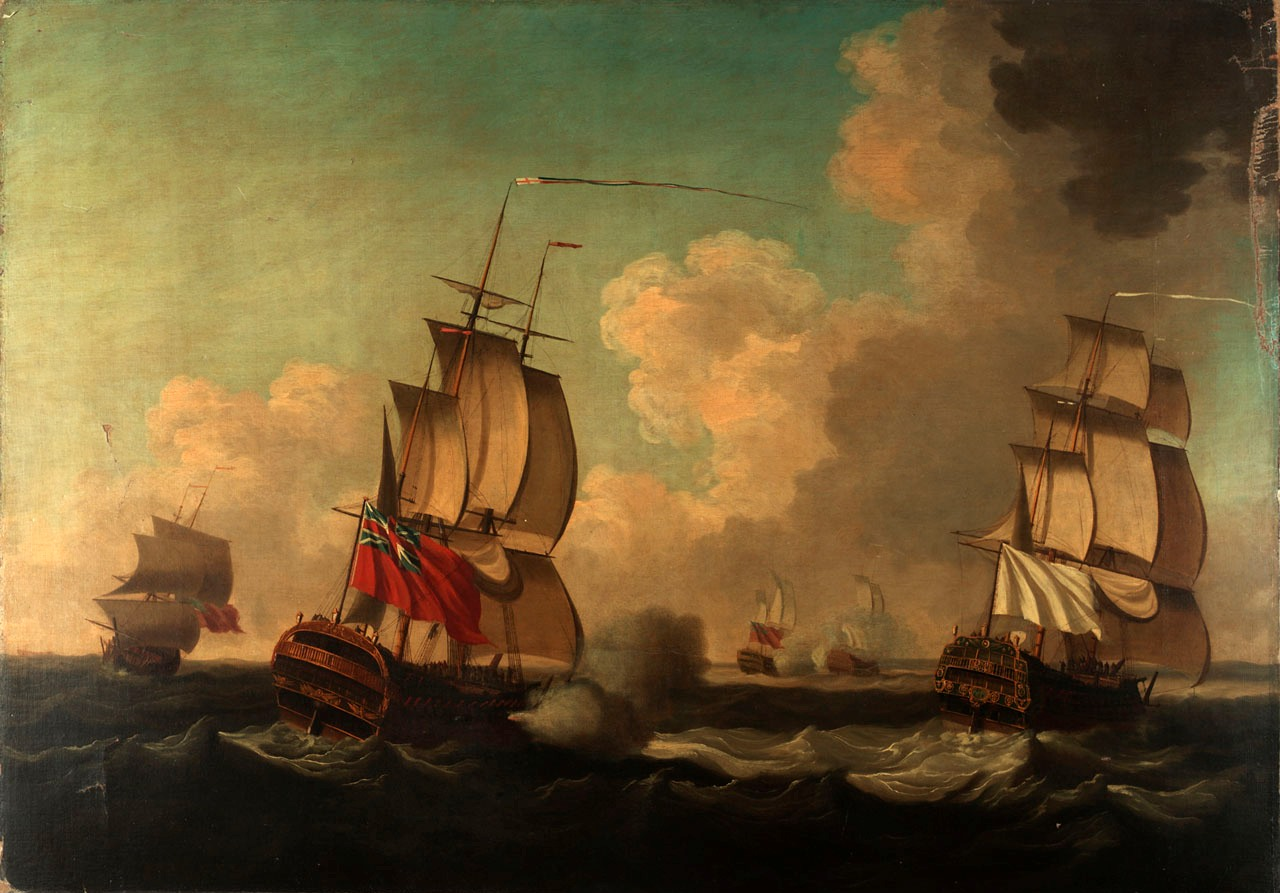
Attaque du Lys et de l’Alcide. En 1755, Dubois de La Motte escorte au Canada d'importants renforts, mais deux navires sont interceptés par les Anglais.

Pendant les mois qui précèdent le début de la guerre de Sept Ans, du Bois de la Motte va à nouveau avoir l'occasion de se distinguer. En 1755, il reçoit le commandement d'une flotte de 18 voiles (14 vaisseaux, 4 frégates) chargée d'escorter un convoi à destination de la Nouvelle-France. Onze de ses vaisseaux sont armés en flûte pour embarquer 3 000 hommes de renfort, chargés de ravitailler le Canada et l’île Royale et d’y transporter les troupes du général Dieskau à la suite de l’occupation de l’Acadie par les Anglais et des mesures prises contre la population française, la déportation des Acadiens. 
Sur l’Entreprenant, il quitte Brest le 3 mai, protégé par les escadres de MacNemara puis de Duguay. Grâce au brouillard, il échappe à l’amiral Boscawen, qui a reçu l’ordre de l’intercepter ; seuls deux de ses vaisseaux, l’Alcide et le Lys, séparés de l’escadre par la brume, sont attaqués et pris par l’escadre de Boscawen, après une lutte inégale le 8 juin. Cette attaque a lieu bien qu’il n’y ait eu aucune déclaration de guerre entre les deux pays. Il parvient néanmoins à sauver le reste de sa flotte. 
Dubois de La Motte repart pour la France le 15 août. Pour éviter l’ennemi, il passe audacieusement avec son escadre par le détroit de Belle Isle entre Terre-Neuve et le Labrador, route qu’aucun vaisseau du roi n’avait emprunté avant lui. Grâce à cette manœuvre, le retour s’effectue sans incident. Son arrivée à Brest est couverte le 21 septembre 1755 par l’escadre de Duguay, qui réussit par de brillantes manœuvres à écarter les forces de Hawke. Du Bois de la Motte assiste au mariage de son neveu Emmanuel Auguste, marquis du Bois de la Motte avec Marie Eon de Carman.

#### Guerre de Sept Ans (1756-1763)

##### Défense de Louisbourg (3 mai-23 novembre 1757)

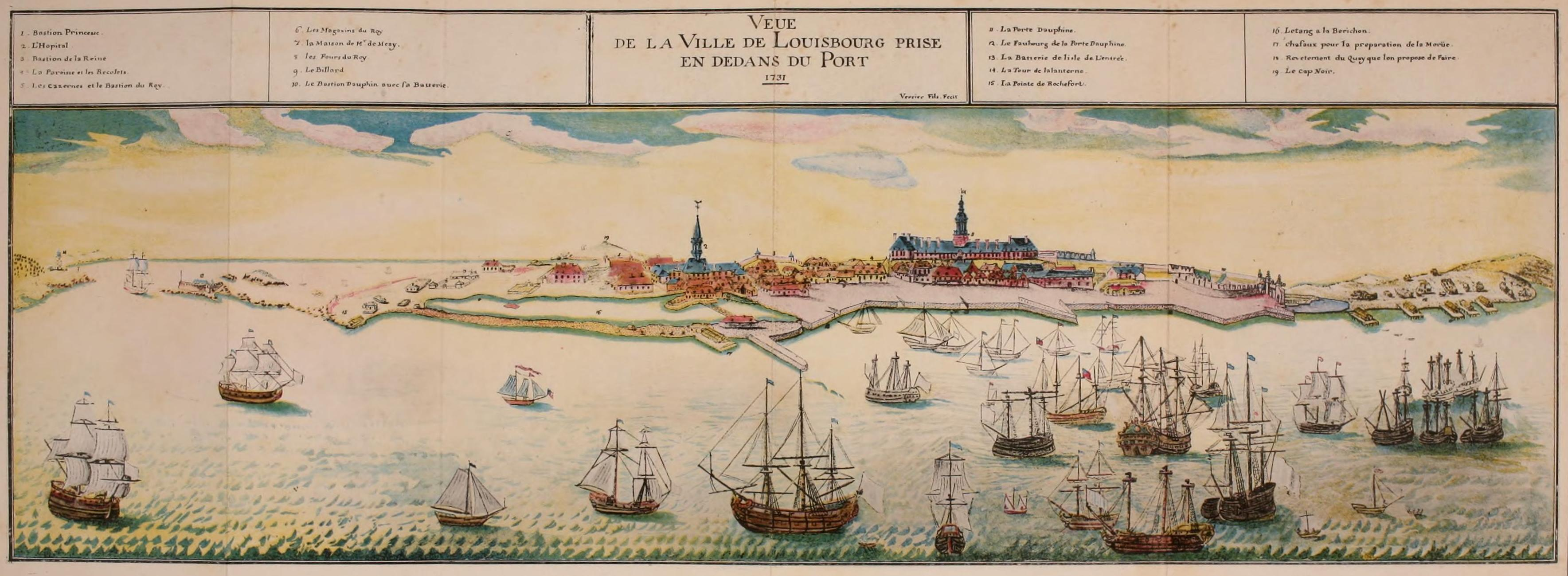
Vue de Louisbourg. En 1757, Dubois de La Motte concentre une importante escadre à Louisbourg ce qui sauve provisoirement la ville d'un débarquement anglais.

Promu lieutenant général des armées navales le 25 novembre 1755, du Bois de la Motte, qui a eu 72 ans, obtient un congé non limité le 30 septembre. Le 16 juin 1756, la guerre de Sept Ans contre la Grande-Bretagne est officiellement déclarée. Le 27 janvier 1757, le lieutenant-général marie son fils cadet Charles François Emmanuel, lieutenant de vaisseau depuis 1751, à Mademoiselle de Boisgelin, fille du marquis de Cucé, Président à mortier au Parlement de Rennes, âgée de 21 ans.
Le Roi lui écrit pour lui assurer la première des deux places de vice-amiral de France, qui viendra à vaquer. Il est autorisé à arborer le pavillon de vice-amiral à la mer et dans les ports. Le 30 mars 1757, il est fait Grand-croix honoraire de l’Ordre de Saint-Louis.
Il se voit confier, début 1757, une escadre de neuf vaisseaux et de deux frégates avec laquelle il devait renforcer les défenses de Louisbourg, sur l'île Royale (actuelle île du Cap-Breton), et anéantir la flotte rassemblée à Halifax par les Anglais, sous le commandement de Hardy. Il met sa marque sur Le Formidable le 3 mai 1757 et arrive à Louisbourg le 19 juin. Les instructions qui lui sont données sont restrictives ; elles sont conformes à la thèse de Bigot de Morogues, qui dans son Traité des Évolutions et des Signaux, dédié à Choiseul, prétend qu’il est possible de réaliser de grandes opérations sans avoir à livrer bataille : 

« Vous devez éviter s’il est possible la rencontre des escadres anglaises. Supposez que vous les rencontriez, vous vous tiendrez sur vos gardes relativement aux manœuvres qu’elles feront. Et si elles vous donnent lieu de soupçonner qu’elles en veulent venir à une attaque, je trouverai bon que vous cherchiez à l’éviter autant qu’il sera possible sans compromettre l’honneur de mon pavillon. »

Arrivé à destination le 19 juin, il y reçoit bientôt le renfort de cinq vaisseaux et d’une frégate venant de Saint-Domingue sous les ordres de Joseph de Bauffremont auxquels vinrent s’ajouter quatre vaisseaux et deux frégates venues de Toulon sous les ordres de Joseph-François de Noble du Revest. L'escadre française de Louisbourg est alors composée de :
| Sous les ordres de M. du Revest : - L'Hector, 74 canons ; - L'Achille, 64 canons ; - Le Vaillant, 64 canons ; - Le Sage, 64 canons. |  | Sous les ordres du chevalier de Beauffremont : - Le Tonnant, 80 canons ; - Le Défenseur, 74 canons ; - Le Diadème, 74 canons ; - L'Inflexible, 64 canons ; - L’Éveillé, 64 canons. |  | Sous les ordres de du Bois de La Motte : - Le Formidable, 80 canons ; - Le Duc de Bourgogne, 80 canons ; - Le Superbe, 74 canons ; - Le Glorieux, 74 canons ; - Le Héros, 74 canons ; - Le Dauphin-Royal, 70 canons ; - Le Belliqueux, 64 canons ; - Le Célèbre, 64 canons ; - Le Bizarre, 64 canons. |  | Les frégates étaient : - La Brune (en), 32 canons ; - L'Abénaquise, 36 canons ; - La Comète, 30 canons ; - L'Hermione, 26 canons ; - La Fleur-de-Lys, 36 canons. |

Grâce à cette concentration réussie, du Bois de La Motte peut déployer devant la citadelle un dispositif de défense tel que l’escadre anglaise sous le commandement de Francis Holburne n’ose pas attaquer ; elle est dispersée par une tempête le 24 septembre. Ce succès aurait dû permettre à Du Bois de La Motte de se lancer à la poursuite des vaisseaux britanniques, mais le manque de vivres et une épidémie de typhus l'en empêchent  et le contraignent à rentrer en France. Il quitte Louisbourg le 30 octobre et arrive à Brest le 23 novembre, où il débarque environ 5 000 malades. Le retour de son escadre provoque à Brest une épidémie de typhus qui gagne ensuite tout le Léon, mais que Ruis-Embito, l'intendant du port de Rochefort saura maitriser. C'est la dernière traversée du lieutenant-général ; le ministre Moras l’informe que le Roi lui accorde « les honneurs et les appointements de vice-amiral de France » à compter du 30 mars 1757.
Son action permet de retarder d’un an la chute de l’île Royale, mais les Britanniques prendront finalement la ville de Louisbourg l'année suivante en 1758.

##### L’affaire de Saint-Cast (septembre 1758)

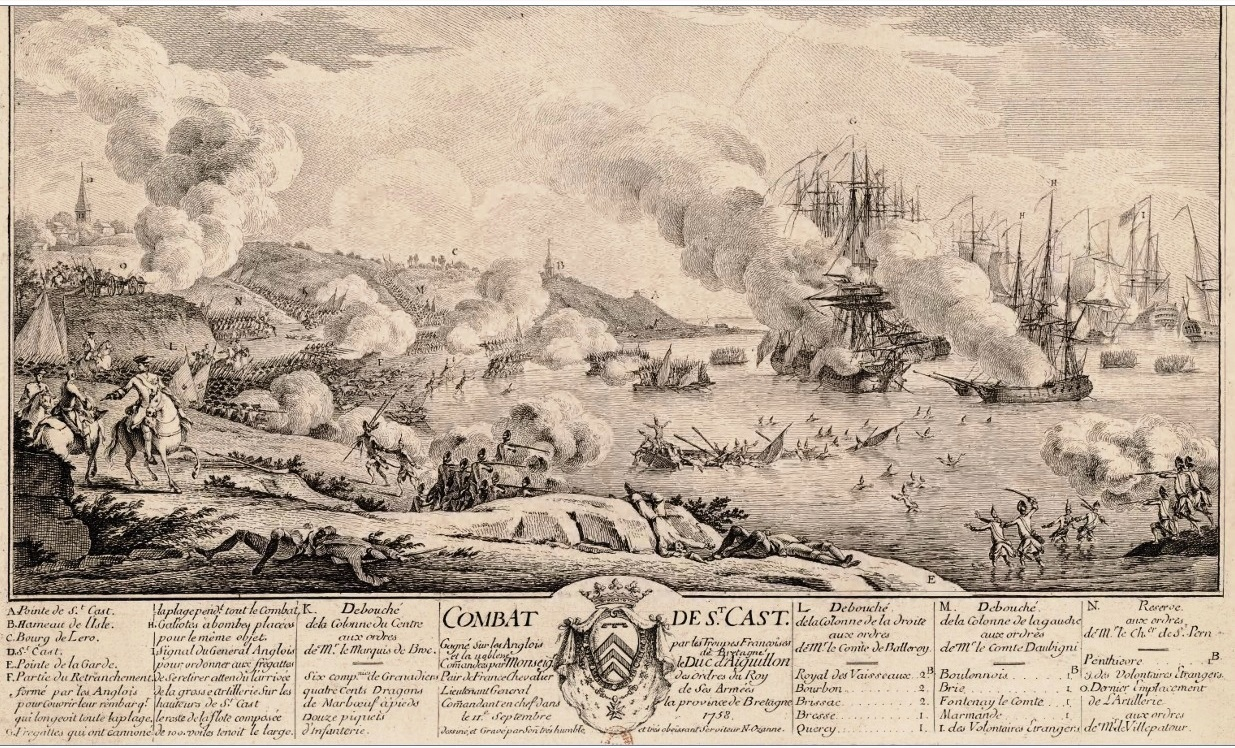
La bataille de Saint-Cast, Gravure de Nicolas Ozanne.

Le 5 janvier 1758, le duc de Marlborough débarque avec 15 000 hommes à Cancale, brûle 80 bâtiments dans les bassins et sur les chantiers de Saint-Servan et regagne en hâte ses transports sous la menace de colonnes françaises imaginaires. En août, Thomas Bligh descend à Cherbourg et détruit tous les ouvrages du port ; le 3 septembre, il débarque à Saint-Briac et marche sur Saint-Malo ; les bâtiments de la Rance sont armés ; le duc d’Aiguillon, gouverneur de Bretagne rassemble les milices à Lamballe. Le vice amiral Du Bois de la Motte, à 75 ans, participe au combat de Saint-Cast, qui rejette les Anglais à la mer, le 11 septembre après avoir perdu 4 000 hommes ; son fils, capitaine de vaisseau depuis 1757, poitrinaire, à demi paralysé et perclus, retiré du service depuis le 25 juillet, l’accompagne en se faisant lier sur un cheval ; le frère de sa bru, le jeune Boisgelin de Cucé, est tué à Saint-Cast.

#### La retraite et la mort (1758-1764)
Le 15 août 1759, Du Bois de la Motte, qui vit dans son domaine des Mottes et son hôtel particulier à Rennes perd son neveu, le fils de son frère marquis, lieutenant de vaisseau depuis 1756, qui meurt à Port-au-Prince. Le 4 juillet 1761, il est fait Grand-croix de l'Ordre de Saint-Louis avec 6 000 livres de pension, dignité qu’il attend depuis 1757. Le 13 octobre 1762, à 79 ans, il est nommé vice-amiral en remplacement de M. de Barrailh, décédé à 91 ans. Il meurt le 23 octobre 1764, à 81 ans, à Rennes ; ses obsèques se déroulent en l’église de Toussaints ; il est inhumé dans l’église de Sainte Colombe, qui dessert sa propriété des Mottes.

## Jugement posthume
L'historien de la marine, Étienne Taillemite dit de lui : 

« Très habile manœuvrier, chef audacieux, méthodique et réfléchi, Dubois de La Motte est une des plus belles figures de la marine française de son temps. »

Et le contre-amiral Hubert Granier d'ajouter :

« Cadet de famille sans fortune, du Bois de la Motte doit sa carrière à son seul mérite ; c’est un remarquable maneuvrier : “Faire passer pour la première fois une escadre entière par le détroit de Belle Isle au nord de Terre Neuve n’est pas à la portée du premier venu” (E. Taillemite). Chef énergique, audacieux et plein d’allant, il reste cependant méthodique et réfléchi. Duguay Trouin, dont il fut l’élève et qui avait pour lui une grande affection, loue “sa valeur, sa prudence et son sang froid”. Il a servi 66 ans et a été présent “aux grandes actions de son temps” ; il a pris part à 21 combats et fait 17 campagnes. Il a fait honneur à la très ancienne famille de Cahideuc et à sa devise Antiqua Fortis Virtute ; il demeure une des plus belles figures de la Marine du XVIIIe siècle. »